# Murolungo
Il Monte Murolungo è un rilievo delle Montagne della Duchessa che si trova nel Lazio, nella provincia di Rieti, nel comune di Borgorose. 

## Origini del nome
Per gli abitanti del territorio il suo vero nome è La Duchessa, o anche Cima o Montagna della Duchessa, come riportato con precisione sulla mappa del Regno di Napoli del 1851 (Monte Duchessa) e più genericamente sulla mappa militare post-unitaria del 1876 dove, con Montagne della Duchessa, si intendono le tre o quattro cime che si affacciano sui paesi di Sant'Anatolia, Spedino e Corvaro. La montagna, oggi appartenente alla frazione di Sant'Anatolia, viene menzionata fin dal secolo dodicesimo con il nome di Teve o Teva (in latino Tebam). In seguito, per la probabile appartenenza ad un'antica duchessa di Alba, forse la Regina Giovanna I di Napoli che nel 1376 appare con la qualifica di duchessa di Albe («Johanna Ducissa Duratii Albae e Gravinae»)[1], venne chiamata montagna della duchessa che poi, già nella visita pastorale del vescovo di Rieti del 1577[2], divenne il suo nome proprio (Rupe Montis Ducisse). Il nome di Teve non fu però mai del tutto dimenticato e si ritrova ancora sulla mappa del Regno di Napoli di Rizzi Zannoni del 1808 (Monte di Teve) e nei toponimi tuttora esistenti di Vallone e di Bocca di Teve. Il Muro Lungo invece, per gli abitanti di Sant'Anatolia, non ha nulla a che vedere con la cima della Duchessa, ma è il nome della parete rocciosa che si affaccia sulla Valle di Teve e che appunto sembra un lungo muro che oggi divide il Lazio dall'Abruzzo.

## Descrizione

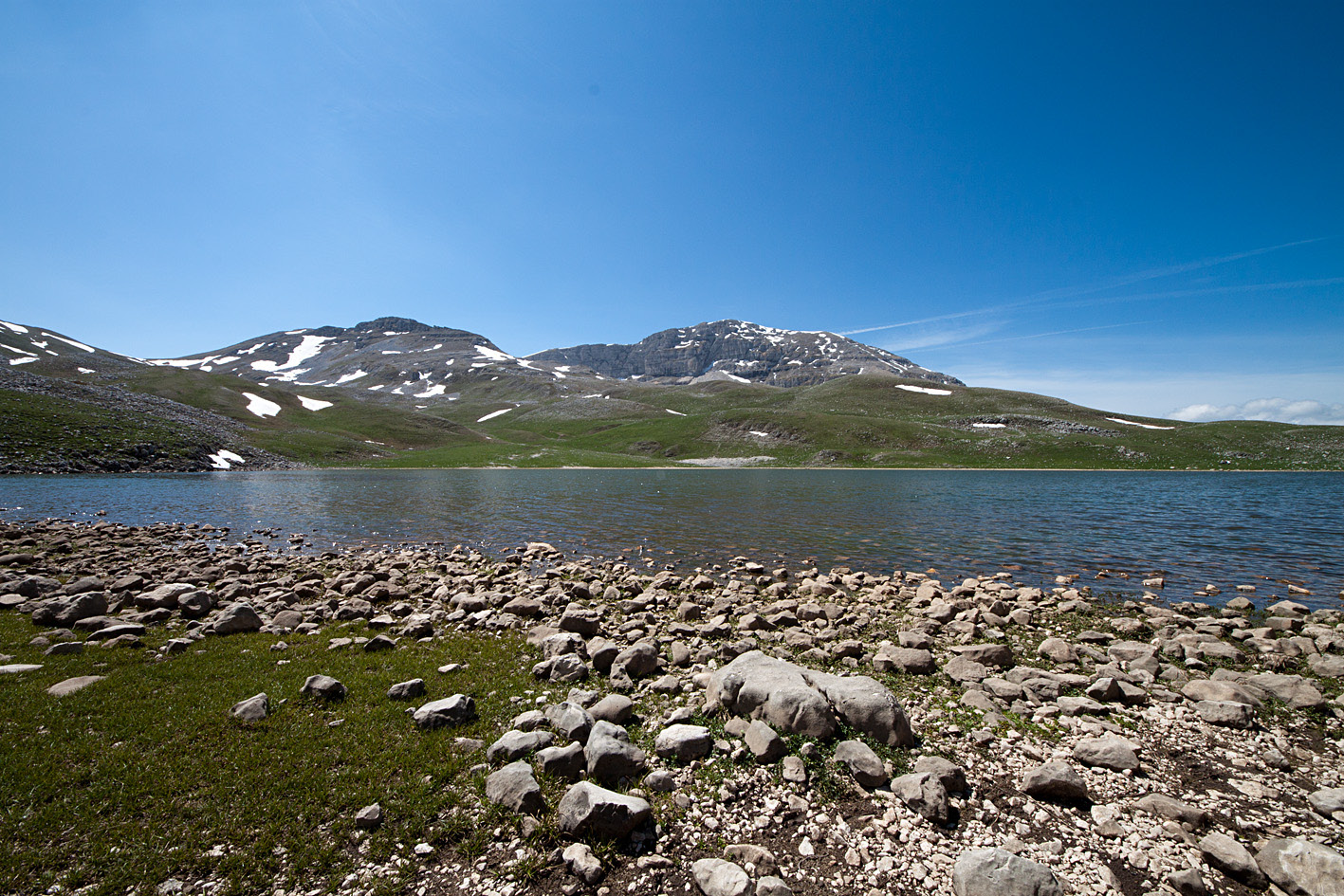
Il Murolungo sullo sfondo visto dal Lago della Duchessa

Caratteristica della montagna è la parete rocciosa che sovrasta a sud la Valle di Teve, che lo separa dal gruppo del Monte Velino, ad ovest guarda verso Borgorose (Santa Anatolia di Borgorose e Torano di Borgorose), ad est verso i versanti occidentali di Punta dell'Uccettù e il Costone, a nord verso il Monte Morrone e la sottostante conca montana del Lago della Duchessa. È delimitato a nord dal vallone di Fua e ricade all'interno della riserva naturale Montagne della Duchessa, luogo di nidificazione del grifone.

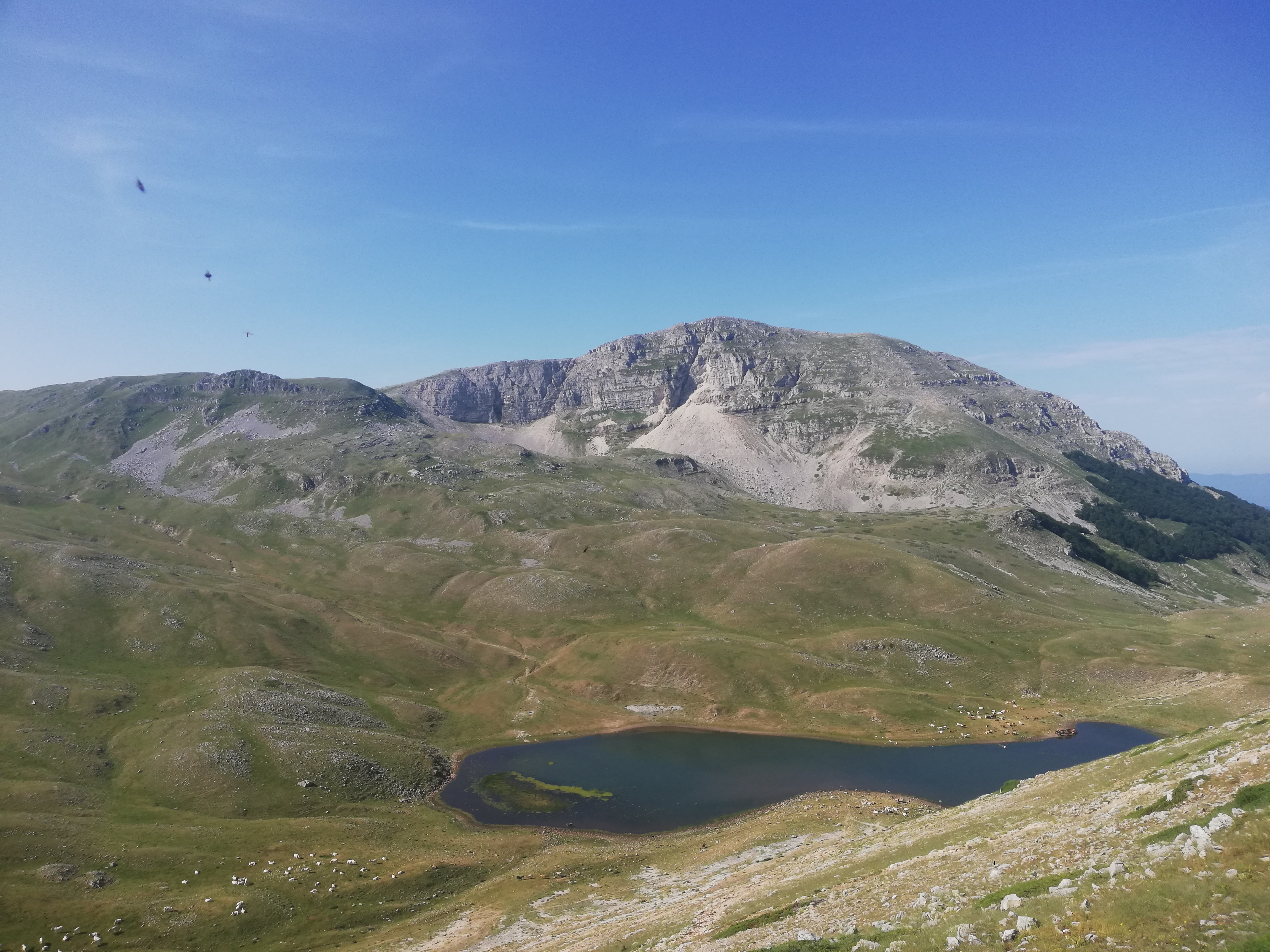
Il Murolungo col lago della Duchessa visto da Vado dell'Asina